# Saint-Laurent-Nouan
Saint-Laurent-Nouan – miejscowość i gmina we Francji, w Regionie Centralnym, w departamencie Loir-et-Cher.
Według danych na rok 1990 gminę zamieszkiwało 3399 osób, a gęstość zaludnienia wynosiła 56 osób/km² (wśród 1842 gmin Regionu Centralnego Saint-Laurent-Nouan plasuje się na 102. miejscu pod względem liczby ludności, natomiast pod względem powierzchni na miejscu 47.).